# Stare Piaski (powiat łowicki)
Stare Piaski – wieś w Polsce położona w województwie łódzkim, w powiecie łowickim, w gminie Bielawy.
W latach 1975–1998 miejscowość należała administracyjnie do województwa skierniewickiego.